# Fortuna kołem się toczy
Fortuna kołem się toczy – amerykański kryminał z 1988 roku.

## Główne role
- Don Ameche – Gino
- Joe Mantegna – Jerry
- Robert Prosky – Joseph Vincent
- J.J. Johnston – Frankie
- Ricky Jay – Pan Silver
- Mike Nussbaum – Pan Greene